# José Cândido de Moraes e Silva
José Cândido de Moraes e Silva (Juçara, Itapecuru-Mirim, 21 de setembro de 1807 – São Luís, 18 de novembro de 1832) foi um jornalista, educador e ativista político brasileiro. Destacou-se como um dos principais líderes liberais do Maranhão no período pós-independência, sendo reconhecido por sua atuação na imprensa e por sua participação na Setembrada, movimento de resistência contra a influência portuguesa na província.

## Origens e Formação
José Cândido nasceu no sítio Juçara, no distrito de Caxímbos, município de Itapecuru-Mirim, Maranhão. Filho de Joaquim Esteves da Silva, farmacêutico português, e Maria Querubina de Morais Rego, maranhense de família nobre, ficou órfão de pai aos nove anos e de mãe aos treze. Após a morte dos pais, foi acolhido pelo comendador Antônio José Meireles, comerciante português estabelecido em São Luís, que financiou seus estudos na França e em Portugal.
Entre 1818 e 1821, estudou na cidade de Havre, na França, e posteriormente ingressou no curso de Medicina na Universidade de Coimbra, em Portugal. Durante sua formação, adquiriu conhecimentos em grego e matemática. Em 1823, retornou ao Maranhão, interrompendo os estudos para participar do processo de consolidação da independência brasileira na província.

## Trajetória Profissional

### Atuação Educacional
Em São Luís, José Cândido iniciou sua carreira como educador, fundando, em parceria com Manuel Pereira da Cunha, o segundo colégio particular da cidade. Lecionava português, francês e geografia, enquanto seu sócio ensinava aritmética e geometria. O colégio teve curta duração, mas representou um marco na educação maranhense. Posteriormente, manteve um internato em sua residência, onde educou futuros líderes locais.
Em seus artigos no Farol Maranhense, José Cândido defendia a ampliação da educação pública e criticava a negligência das autoridades e famílias em relação ao ensino, especialmente o feminino. Argumentava que a instrução era essencial para o progresso da sociedade e denunciava a exclusão das mulheres do acesso à educação formal.

### Jornalismo e Ativismo Político
Em 27 de dezembro de 1827, fundou o jornal O Farol Maranhense, considerado o primeiro periódico liberal do Maranhão. Como redator, utilizava o jornal para promover ideias progressistas, denunciar abusos das autoridades e defender a Constituição. O periódico tornou-se uma plataforma de debate político e cultural, influenciando a opinião pública da província.
José Cândido também participou da criação da Biblioteca Pública Provincial, inaugurada em 3 de maio de 1831. Por meio do Farol, incentivou doações de livros e recursos financeiros, contribuindo para a formação do acervo inicial da instituição, que mais tarde se tornaria a Biblioteca Pública Benedito Leite.

## Obras e Contribuições
- Fundação do jornal O Farol Maranhense: Periódico liberal que circulou entre 1827 e 1832, defendendo a liberdade de imprensa, a educação pública e a autonomia provincial.[1]
- Artigos sobre educação: Publicou uma série de textos abordando a importância da instrução pública e criticando a exclusão das mulheres do sistema educacional.[3]
- Participação na criação da Biblioteca Pública Provincial: Mobilizou a sociedade para a doação de livros e recursos, contribuindo para a fundação da primeira biblioteca pública do Maranhão.

## Legado e Repercussão
Apesar de sua curta vida, José Cândido deixou um legado significativo na imprensa, na educação e na política maranhense. Sua atuação como jornalista e educador influenciou gerações posteriores e contribuiu para o fortalecimento das instituições democráticas na província. Em reconhecimento à sua contribuição, foi escolhido como patrono da cadeira nº 13 da Academia Maranhense de Letras.